# Brug 961
Brug 961 is een bouwkundig kunstwerk in Amsterdam-Noord.
Deze vaste brug is gelegen in de Nieuwe Purmerweg daar waar zij haar kruising heeft met de Waddenweg. Beide wegen zijn doorgaande routes in Amsterdam-Noord, waarbij de Waddenweg noord-zuid loopt en de Nieuwe Purmerweg oost-west. De brug in de Nieuwe Purmerweg overspant daarbij het fietspad behorend bij de Waddenweg. Het viaduct uit 1967/1968 is gebouwd in de tijd dat Amsterdam had gekozen voor gescheiden verkeersstromen. Om dit toe te passen werden de kruisingen meestal verzorgd middels meerdere viaducten/fietstunnels; bij deze kruising zijn dat er twee, waarbij brug 961 door middel van een keermuur verbonden is met brug 939.
Het ontwerp van deze twee bruggen is afkomstig van Dirk Sterenberg werkend voor de Dienst der Publieke Werken. Hij verwerkte de gemeentekleuren blauw en wit in zijn ontwerp. Sterenberg ontwierp voor de balustrades staalplaten, die in een hoek staan ten opzichte van de dragende en bovenliggende leuningen. 
Sterenberg kon in deze omgeving zijn pakket aan voor Amsterdam ontworpen bruggen (in 2008 170 stuks) flink uitbreiden. Er werd door Van Hattum en Blankevoort gelijktijdig gewerkt aan brug 939, brug 943, brug 944, brug 953, brug 954, brug 957, brug 959, brug 960 en brug 961. De genoemde bruggen zijn alle in 2020 nog in functie, behalve brug 959 dat verreweg de grootste van het stel was, maar in 2020/2021 werd gesloopt.

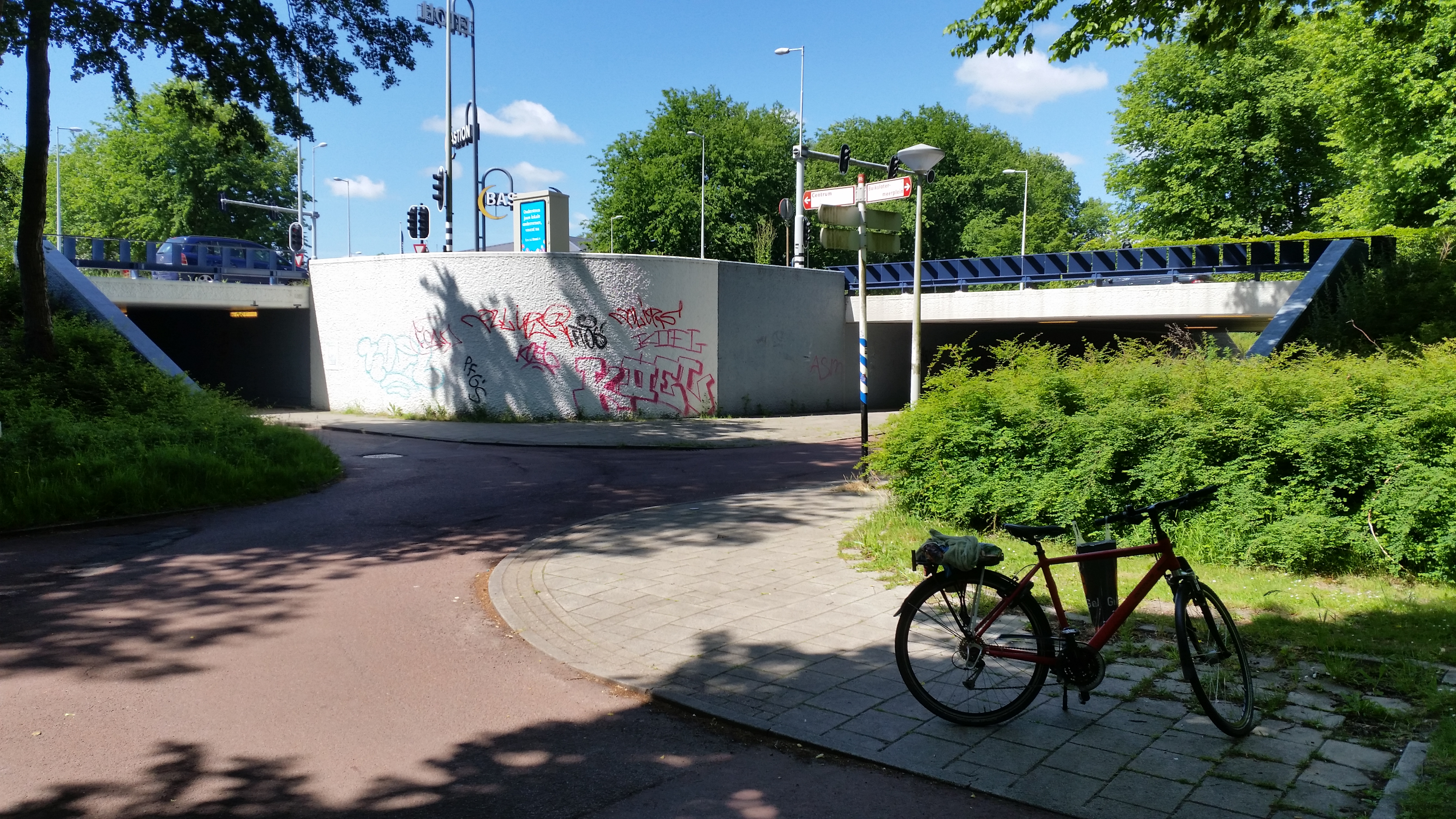
Links brug 961, rechts brug 939 (mei 2020)

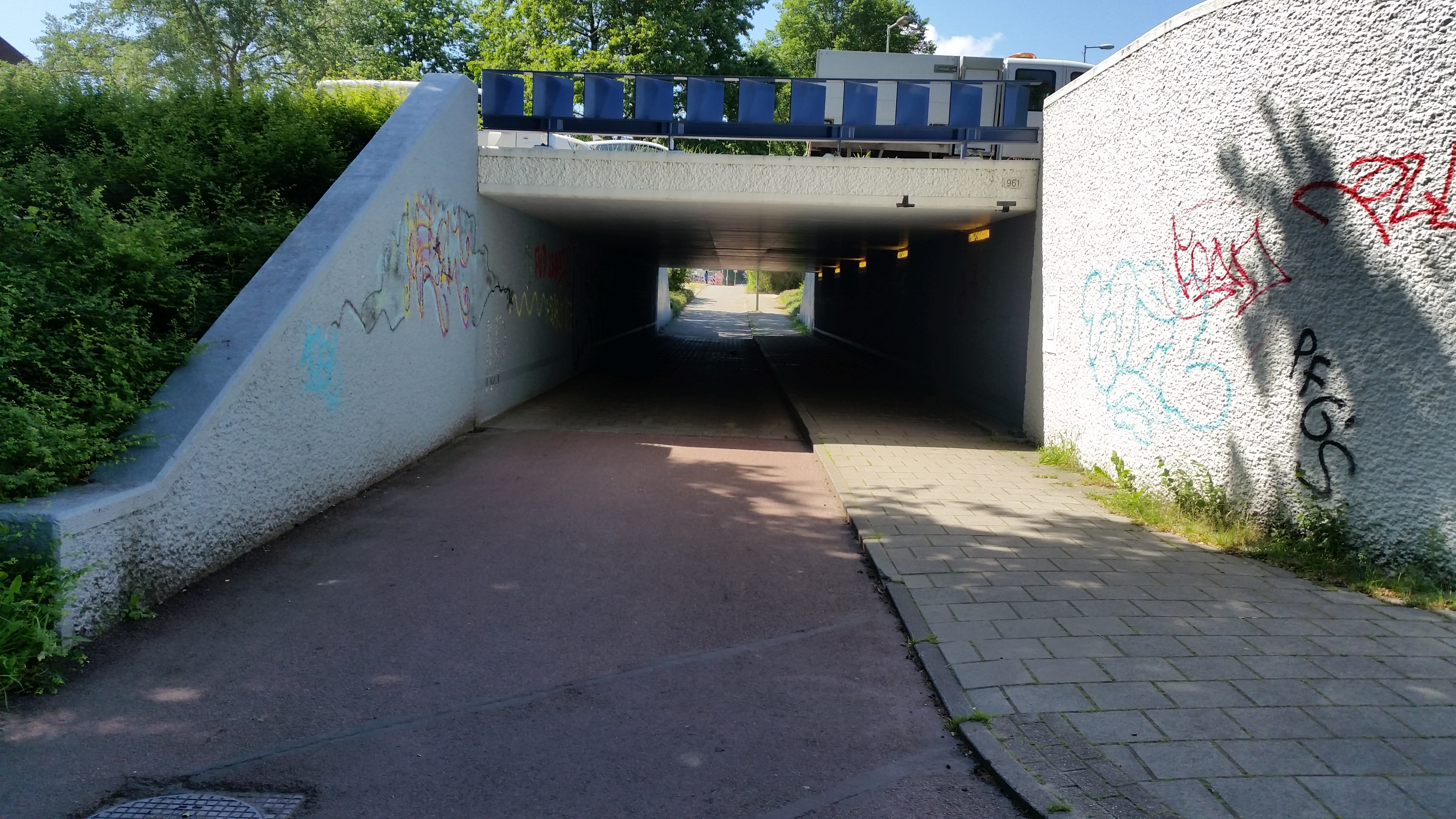
Brug 961 onder (mei 2020)

<<< · 900 · 901 · 904 · 905 · 906 · 907 · 908 · 909 · 912 · 913 · 914 · 915 · 916 · 917 · 918 · 919 · 920 · 923 · 924 · 930 · 932 · 933 · 934 · 935 · 936 · 937 · 939 · 943 · 944 · 945 · 946 · 947 · 948 · 949 · 950 · 951 · 952 · 953 · 954 · 956 · 957 · 958 · 959 · 960 · 961 · 962 · 963 · 964 · 965 · 966 · 967 · 968 · 970 · 971 · 972 · 973 · 974 · 975 · 978 · 979 ·  980 · 981 · 984 · 985 · 986 · 987 · 988 · 989 · 990 · 991 · 992 · 993 · 994 · 995 · 996 · 997 · 998 · 999 · >>>
Brugnummers  902, 903, 910, 911, 920, 921, 922, 925, 926, 927, 928, 929, 931, 937, 938, 940, 941, 942, 955, 969, 976, 977, 982, 983 zijn niet (meer) vergeven.